# Gnoma pulverea
Gnoma pulverea là một loài bọ cánh cứng trong họ Cerambycidae.